# Kourfeye Centre
Kourfeye Centre è un comune rurale del Niger facente parte del dipartimento di Filingue nella regione di Tillabéri.